# Monestir de Santa Caterina (Tallinn)

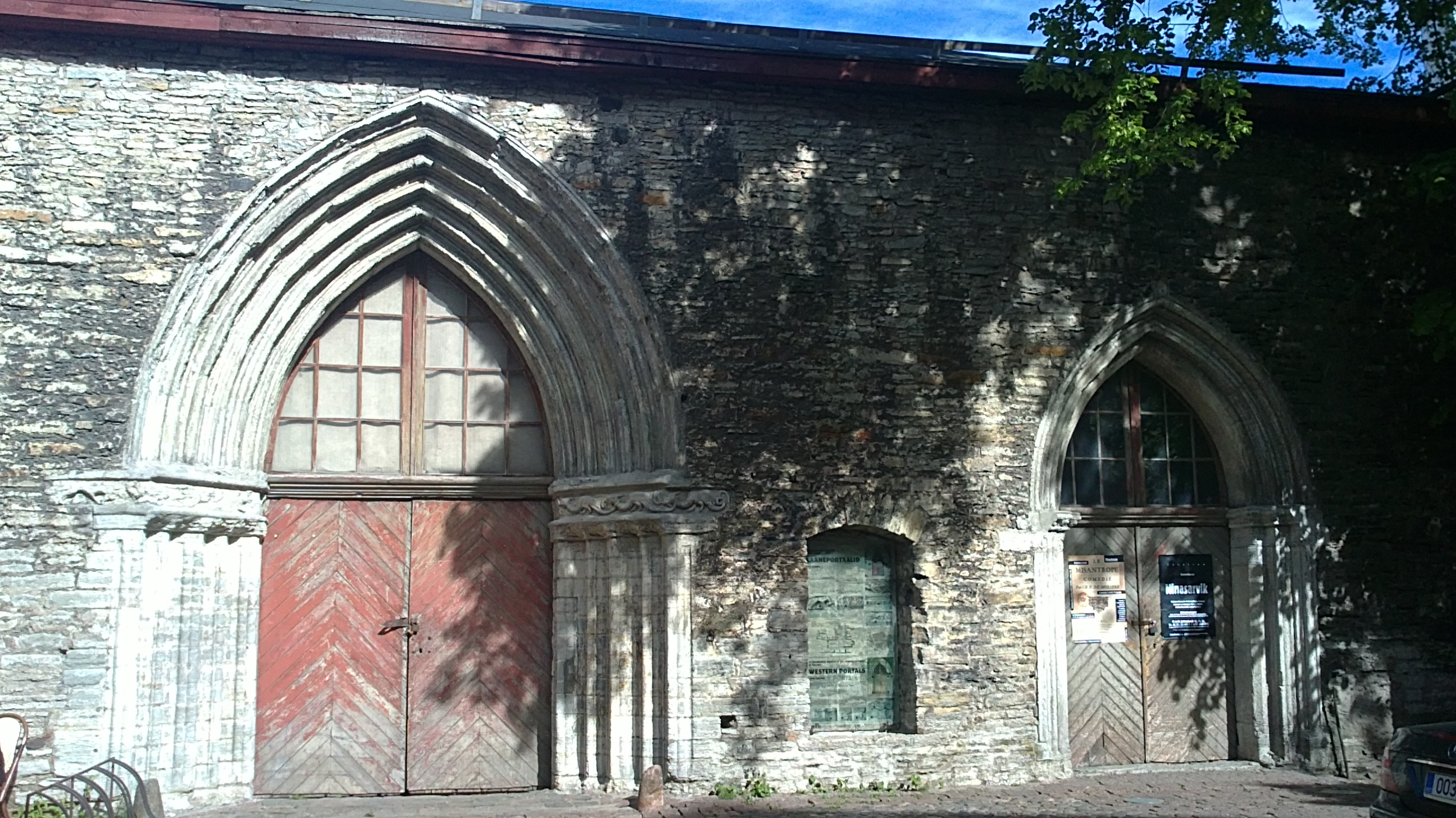
Els portals occidentals conservats de l'església de Santa Caterina del monestir al pati del carrer Vene, al nucli antic de Tallinn

El Monestir de Santa Caterina (també anomenat  Monestir de Caterina i Monestir dels dominics) va ser un monestir dedicat a Caterina d'Alexandria, a la ciutat baixa de l'actual nucli antic de Tallinn. Va ser fundada i construïda l'any 1246 de l'orde dominicà.
El nom oficial i més antic del Monestir Dominicà de Tallinn era Monestir de l'Orde dels Predicadors de Tallinn. En els documents oficials també es troben els noms de Convent dels Germans Predicadors, Monestir Negre, Convent dels Monjos Negres i Convent dels Monjos Negres de Santa Caterina, però el nom més comú és simplement Convent dels Monjos" perquè el monestir dominic era l'únic recinte monàstic de Tallinn. Els edificis del monestir també s'anomenen el Pati del Monestir.

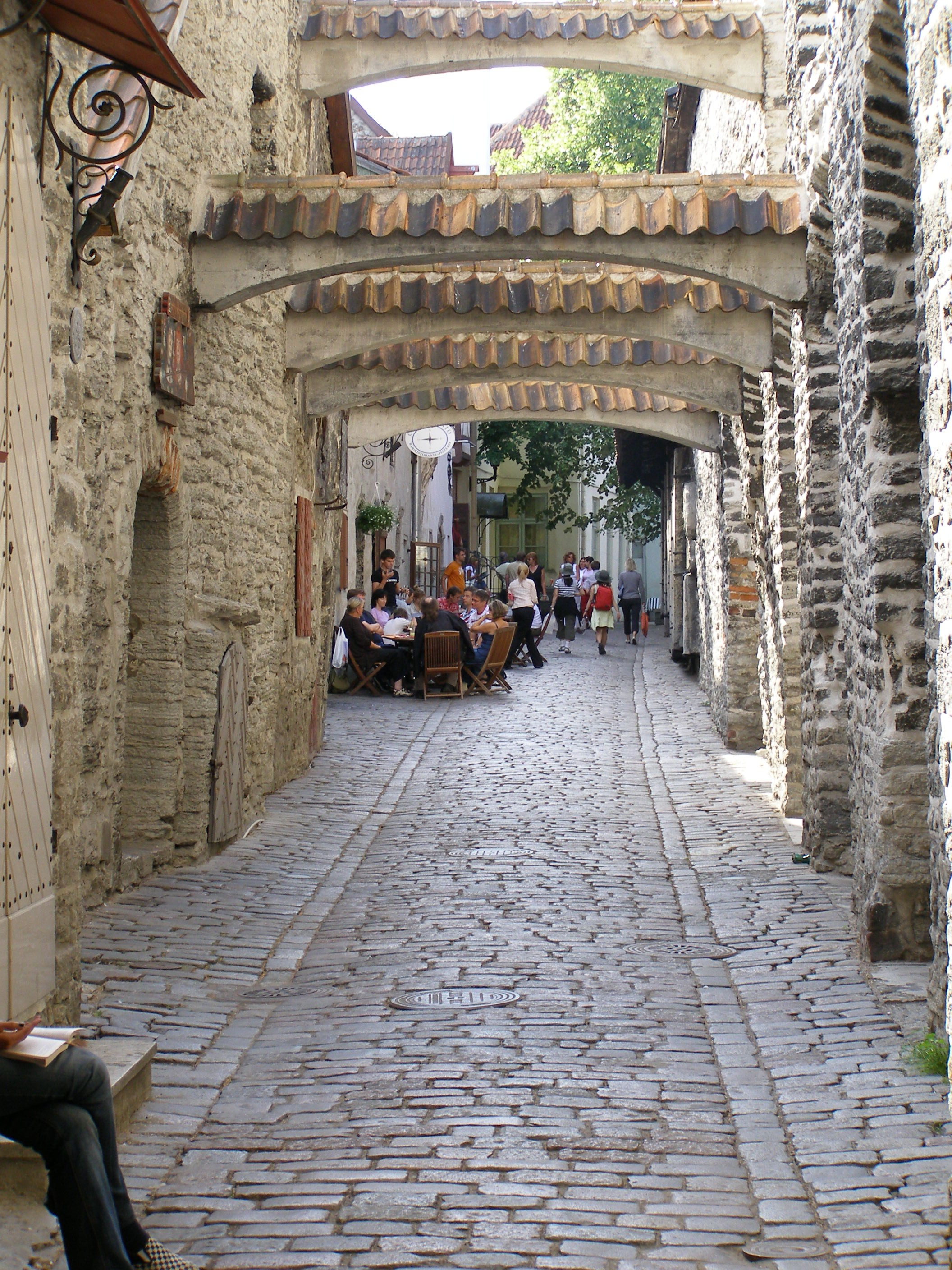
Passatge de Caterina, situat al mur sud de l'església de Santa Caterina

Els monjos del monestir eren de vegades anomenats els monjos negres de Santa Caterina i els germans predicadors, però també simplement monjos. El nom més comú és el de Monjos negres, amb l'afegit de la paraula "negre" referint-se tant als monjos com al monestir, a més a més de la túnica negra dels monjos.
Els edificis del monestir de Santa Caterina, juntament amb la catedral catòlica de Tallinn de Sant Pere i Pau, han estat declarats monuments culturals.

## La fundació del monestir i els seus habitants
Els dominics van arribar a Tallinn el 1229, després que l'Orde dels Germans Livonians de l'Espasa hagués conquerit l'últim bastió d'Estònia el 1219. No s'ha conservat cap document que confirmi la fundació del monestir de Tallinn, però es pot trobar informació fiable a la crònica del cronista danès Isacus Pontus (també conegut com el rei Pontanus), en la qual assenyala que el rei danès Waldemar II, per recomanació del papa Guillem de Mòdena, va enviar monjos de l'orde dels dominics (que portaven actius a Dinamarca des del 1221) a Tallinn. Probablement eren monjos danesos, a través dels quals el rei danès esperava protegir i consolidar el seu poder. També va tenir un paper important l'antic bisbe de Ribe, Tuve, que va ser nomenat administrador adjunt del rei danès a Tallinn, el guardià de l'estat (1222-1233). Va ser ell qui, amb seu a la fortalesa de Tallinn, va dirigir activitats missioneres a Estònia.
La primera església dominicana de fusta es va construir probablement al lloc de l'actual catedral de Tallinn (els murs laterals del cor de la catedral encara contenen les restes d'aquesta església més antiga), i altres edificis monàstics necessaris també es van construir a Toompea, al nord de la fortalesa petita i a l'est del fossat de la fortalesa gran, és a dir, la terra que era del bisbe, o el castell de Suurde. L'església de fusta original també va acollir la culminació de la lluita pel poder entre les autoritats espirituals i seculars al turó de Toompea. El llegat papal Balduin d'Alna va voler sotmetre Toompea a l'autoritat papal a més del nord d'Estònia, que va ser el motiu principal pel qual va esclatar una sagnant batalla el 1233 entre els germans de l'Orde i el rei danès i els vassalls papals. Segons la crònica, els vassalls que fugien a l'església van ser assassinats just davant de l'altar, i ni el bisbe ni el clergat se'n van lliurar. El monestir dominic establert al turó de Toompea va ser destruït durant el conflicte entre els danesos i l'Orde dels Germans de l'Espasa.

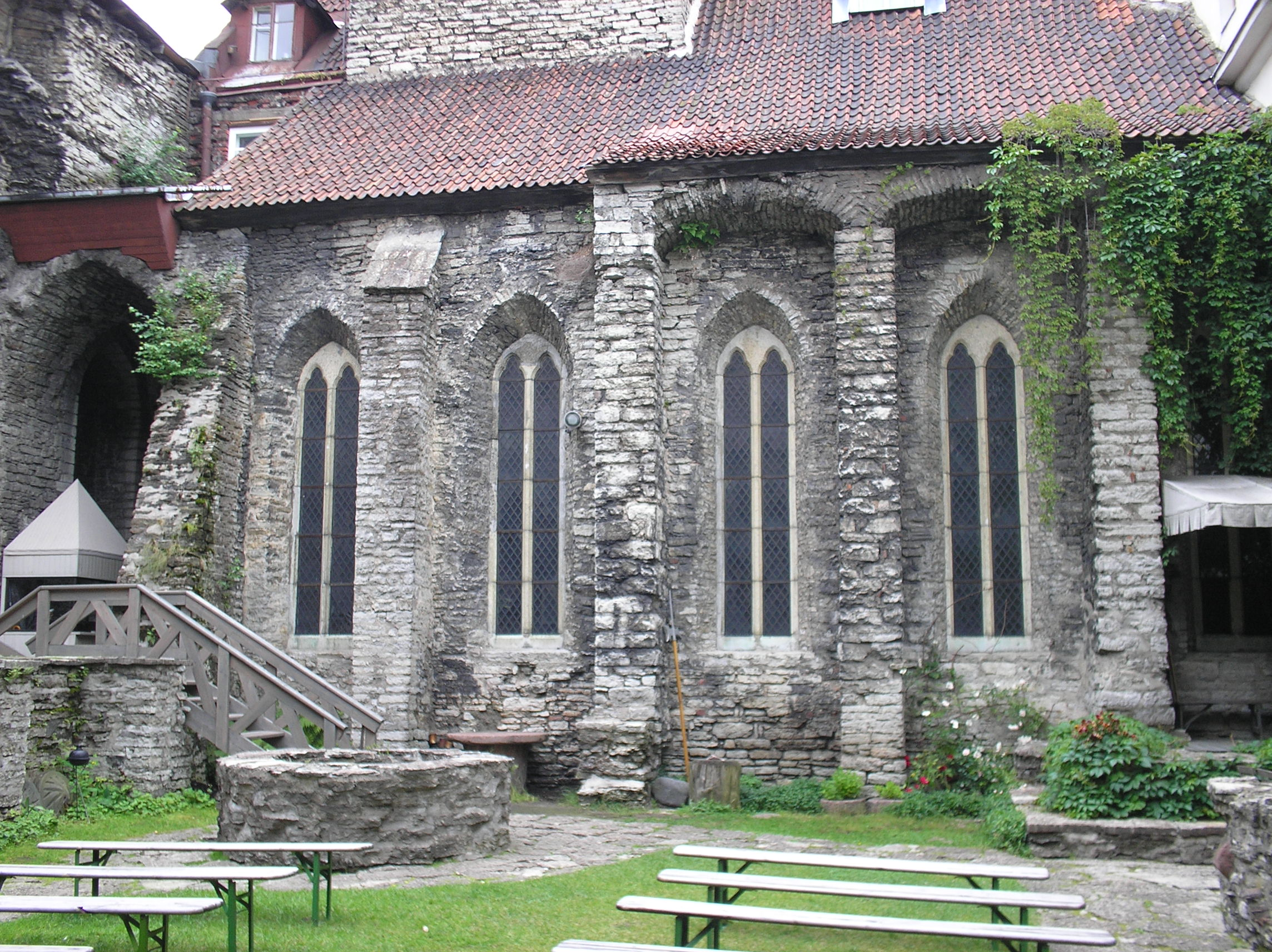
Pati del monestir

L'any 1246, 11 monjos van arribar a Tallin d'un viatge a Dinamarca i Suècia per ordre del capítol provincial de Ribe. Estaven dirigits pel prior Daniel (de Visby), que havia sobreviscut a  la batalla de l'any 1233. Atès que l'església del turó de Toompea es va convertir en església catedral el 1240, es va escollir un lloc relativament alt i ben fonamentat com a nou emplaçament del monestir, per sota del costat est de la ciutat, a la zona entre la porta de la ciutat i el mar, entre l'actual carrer Vene i la muralla de la ciutat. En aquell moment, la muralla de la ciutat de Tallin anava des del punt més alt del que avui és el carrer Pühavaimu a través del que ara és el carrer Apteegi i des d'allà fins al coll de la plaça del Mercat Vell.
Al segle XIII, la costa de la badia de Tallinn es trobava només a uns cent metres a l'est de la muralla de la ciutat que encara perviu avui. El nou emplaçament del monestir a la carretera que unia el transitat port i el Mercat Vell, que aleshores es trobava davant de la plaça del Mercat Vell, era favorable a l'activitat missionera i també alineada amb els interessos econòmics de l'orde. A la parcel·la al costat del monestir hi havia el pati de mercaderies de Tallinn del centre econòmic de Kolga del monestir romaní de l'orde del Cister, on es venien els productes del centre econòmic, i a l'edifici de la cantonada de Vene 8 i Pühavaimu 15 hi havia el solar del monestir de Kärkna de l'orde del Cister.^ 
El nou monestir dominic estava format per l'església de Santa Caterina i els edificis del claustre (actualment a la propietat Vene,16), que se situaven al voltant d'un pati rectangular, així com edificis auxiliars del monestir: el graner del monestir, la cerveseria, els estables, etc.

## Activitats del monestir

### Activitats espirituals i educatives
Al mateix temps que el monestir, també es va establir una escola a Tallinn. L'escola estava dividida en les anomenades escola externa i iescola interna. La primera estava destinada al clergat, la segona proporcionava educació als laics, inclosos els nois de la comunitat rural, que també van rebre una educació llatina. Els primers registres de l'existència d'una anomenada escola externa es remunten a l'any 1319. També hi ha informacions anteriors segons les quals l'any 1246 es va fundar una escola al monestir dominic de Santa Caterina, que també acceptava fills de la gent del poble.
El monjo del monestir Maurici (presumiblement un estonià) va passar els anys 1268–1271 a Colònia i París. A Colònia va ser estudiant del representant més important de la filosofia escolàstica, el dominicà Albert el Gran (1193–1280), durant dos anys. Va estudiar filosofia a París, i en tornar a Tallinn, Maurici va ser professor a l'escola del monestir, i durant un temps també ajudant de l'abat.
El monestir disposava d'una gran biblioteca amb moltes obres, sobretot en els camps de la filosofia i les ciències naturals.
Durant les activitats del monestir (1246–1525), els residents laics no podien entrar als edificis del monestir de Santa Caterina. L'única excepció era l'església del monestir, on qualsevol podia venir a sentir els sermons.
Els dominics buscaven comunicar-se directament amb la comunitat. Per tal d'explicar les veritats religioses a la gent, molts monjos van aprendre l'estonià i per tant eren populars tant entre els estonians rurals com els urbans.

### Activitat econòmica
Els ingressos principals del monestir provenien dels interessos dels béns immobles i, amb menys freqüència, també venia aliments, bestiar i sabates. Els vincles amb la Germandat dels Caps Negres de Tallinn eren importants: la confraria feia donacions materials al monestir i, a canvi, els monjos pregaven pels membres de la confraria. A més, els veïns del monestir compraven peix als pescadors i el venien als senyors feudals locals. Els productes agrícoles es compraven amb els ingressos rebuts. El monestir també rebia ingressos per la venda de cervesa elaborada al monestir.

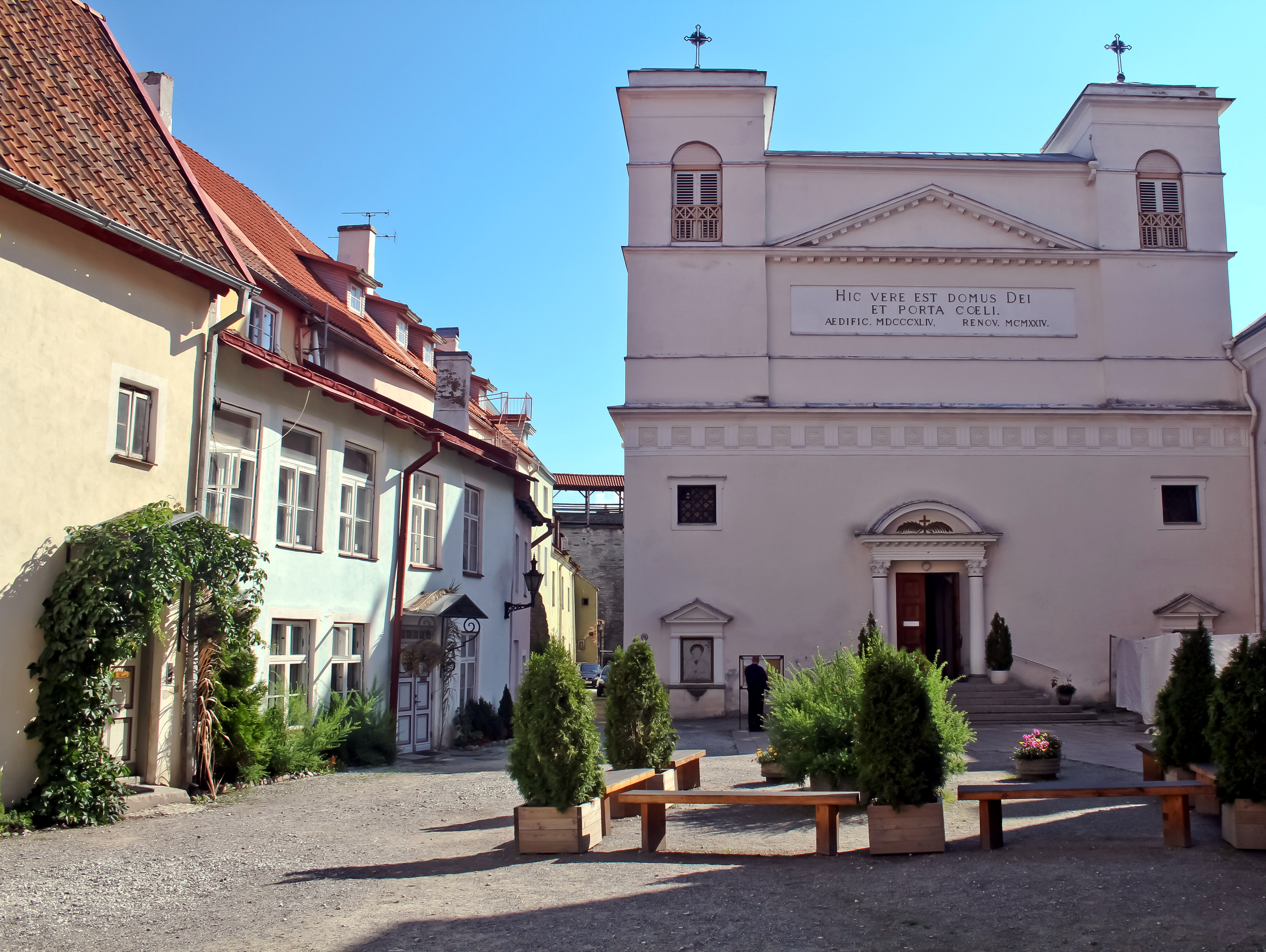
Església de Sant Pere i Sant Pau, a Tallinn

## Fi de les activitats del monestir
L'any 1523, el Consell de Tallinn va adoptar les idees del moviment de la Reforma, que va provocar el cessament de les misses catòliques a la ciutat baixa. El magistrat de Tallinn va proposar al monestir que acceptés la verola i altres malalties greus per a la infermeria, perquè els monjos poguessin realitzar bones accions que estiguessin d'acord amb la seva fe. Els monjos es van negar a acceptar la proposta. Aviat va començar la ruïna general dels monestirs, i els monjos van intentar salvar els tresors que tenien traient-los fora de la ciutat per una petita porta propera al monestir, a mans d'homes de confiança. En sentir això, el magistrat va tancar la reixa. El Gremi de la Germandat dels Punts Negres va exigir que el monestir retornés les donacions fetes pels seus membres durant un període de 150 anys.  L'any següent es va produir un saqueig d'imatges a la ciutat i els monjos es van veure obligats a abandonar-la. El 14 de setembre de 1524, una turba de 400-500 alemanys i estonians va assaltar l'església del monestir de Caterina, ja que se sabia que els monjos havien estat actius a la zona. Es van destruir quadres, estàtues, altars i les relíquies que s'hi trobaven. Es van endur costosos utensilis de l'església, així com el contingut dels cofres del tresor. Des de l'Església del Monjo es van traslladar a les esglésies de Sant Oleviste i Sant Pühavaimu, on va tornar a passar el mateix.
Les activitats de l'Orde Dominicana, o Ordre dels Predicadors, es van acabar per decisió de l'Ajuntament de Tallinn el 12 de gener de 1525, i la propietat de l'orde i el monestir de Santa Caterina van ser declarades propietat de la ciutat. Com que la direcció del monestir no va lliurar voluntàriament la propietat, la direcció de l'església, formada pel prior Augustinus Emsinckhoff, el lector i el subprior Thomas de Reken, i el procurador, David Sliper, van ser detinguts.

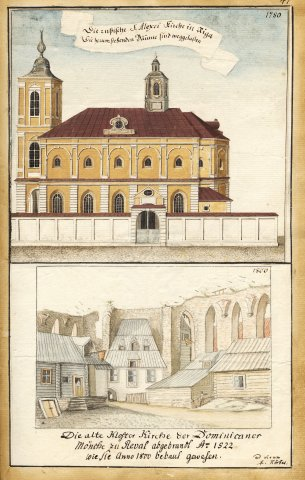
L'Església Ortodoxa Russa de Riga i el Monestir de Caterina el 1522.

Després de la Reforma a Tallinn, els edificis del monestir van romandre en ús de la ciutat. El 19 de maig de 1525, el Consell de Tallinn, a proposta de Johann Lange, va donar el seu consentiment per tal que la llengua del culte luterà fos l'alemany, que s'establís una escola a l'església d'Olofis i que els estonians fossin assignats a l'església dels monjos per al culte, és a dir, a l'església del monestir de Santa Caterina.
En un incendi a Tallinn el 1531, l'església del monestir i alguns dels edificis de les ales est i nord van ser destruïts, però el graner del monestir no va patir tant. Després de l'incendi, els pobres i necessitats de la ciutat es van instal·lar a les ruïnes del monestir.
Al segle XVIII funcionava una escola a l'antic dormitori, que després va ser cedit a l'Església Catòlica Romana. En relació amb la construcció de l'església de Sant Pere i Sant Pau a Tallinn el 1841–1844, l'edifici de l'ala antiga va ser enderrocat.

## Església de Santa Caterina
L'edifici més potent del conjunt del monestir va ser ser l'església de tres naus de Santa Caterina, situada a la seva part sud (actualment a la parcel·la Vene, 12 i 14), que probablement es va acabar en la seva forma definitiva a la segona meitat del segle XIV i va ser l'edifici de l'església més gran pel que fa a la superfície de la ciutat baixa medieval de Tallinn, i l'església més gran del nord d'Europa a l'edat mitjana. L'església tenia 67,7 metres de llargada i 18,5 metres d'amplada, amb una superfície de 1.219 metres quadrats.
L'església del monestir també era única perquè  contenia una cripta.

## Graner del Monestir

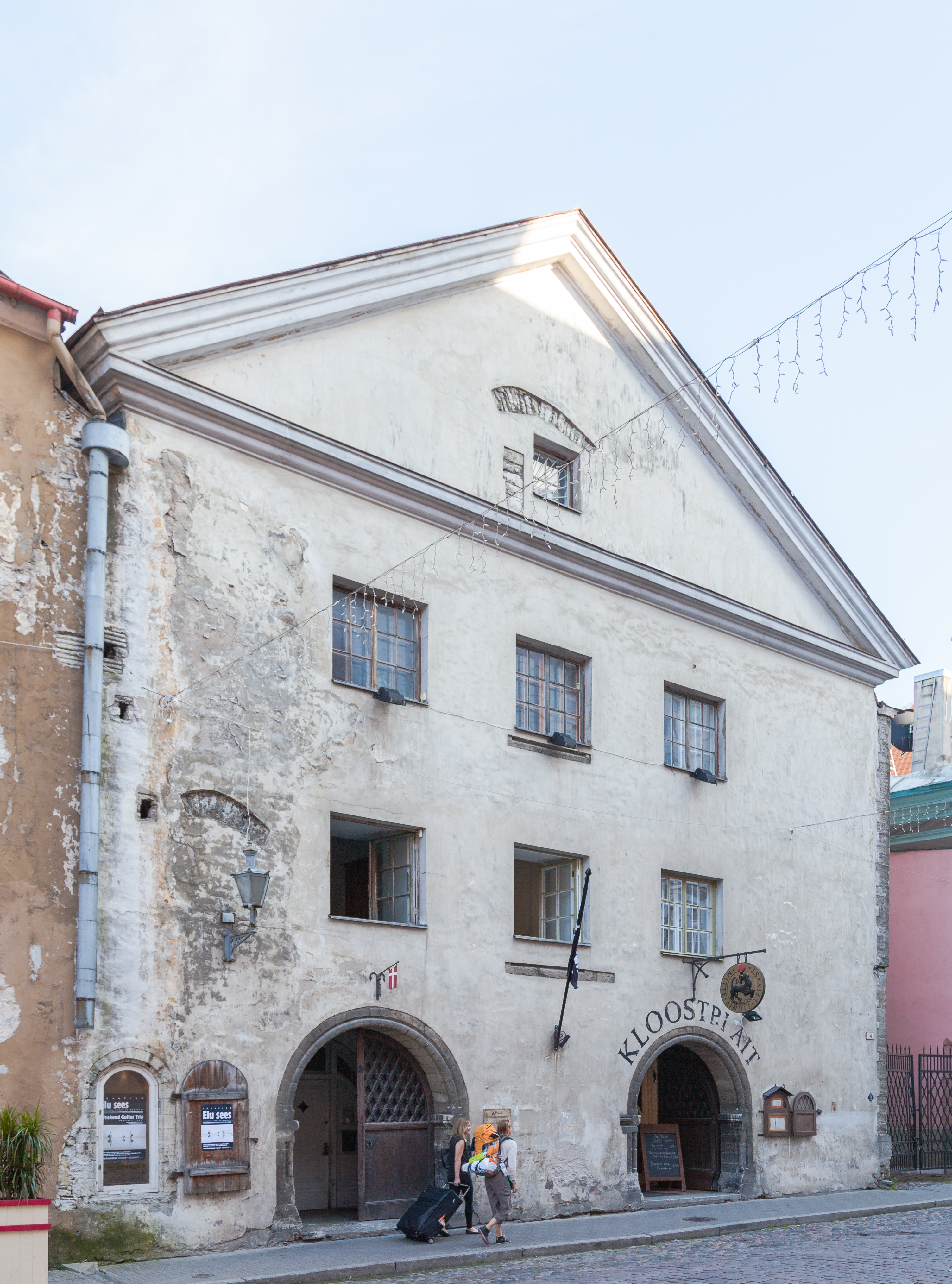
Graner del monestir, al carrer Vene, 14

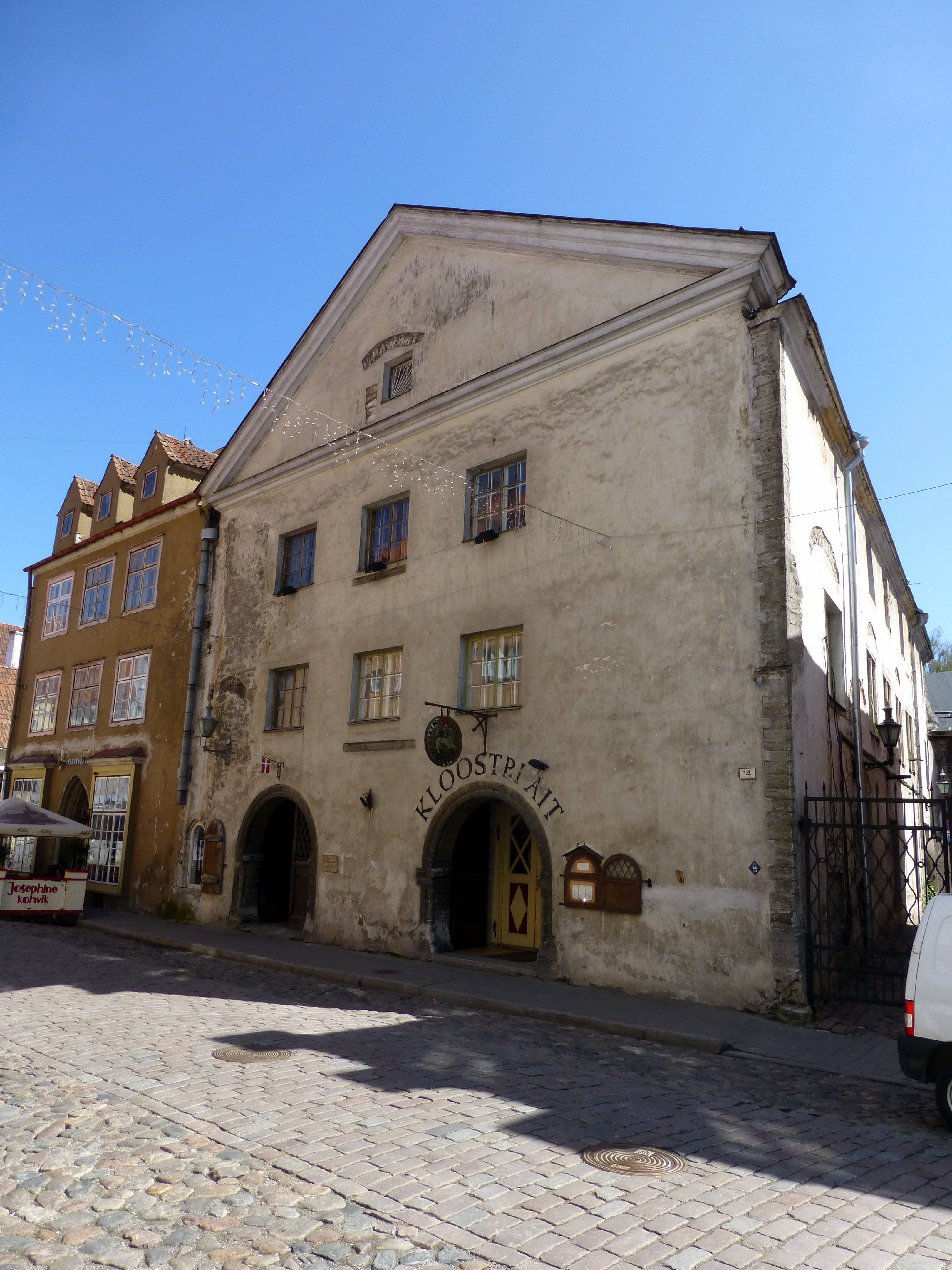

L'any 1544, l'antic graner del monestir es va convertir en l'armeria de la ciutat. L'edifici va ser utilitzat per a aquesta finalitat durant dos segles i mig, i també es van fer reformes: es van construir finestres amb bigues tallades representatives al mur sud del segon pis per il·luminar millor l'armeria, i es van instal·lar portes de roure als dos portals principals de la façana de ponent. Aquests últims es troben entre els més antics de Tallinn i de tota Estònia i també destaquen per les seves fargues singulars.
El 1804, el Consell de Tallinn va cedir els locals utilitzats com a arsenal a les autoritats de l'Imperi Rus, però a mitjans del segle XIX, la fortalesa de Tallinn va ser exclosa de la llista de fortaleses russes i l'arsenal va ser venut a particulars.
Els edificis van ser adquirits inicialment per la família Girard de Soucantons i des de 1869 fins a la Segona Guerra Mundial van pertànyer als Koch, que eren propietaris de tots els edificis del carrer Vene 12–14. L'any 1938, l'edifici del graner del monestir va ser objecte de reformes dissenyades per l'arquitecte Erich Jacoby, que van reforçar les estructures de l'edifici i van millorar-ne la impressió general. El primer pis de l'edifici del graner albergava tallers i un garatge, el segon pis allotjava un despatx i magatzem, i el tercer pis albergava un magatzem i més tard una oficina.

## Museu
El Museu del Monestir Dominicà funciona a les instal·lacions de l'antic monestir i l'ala oriental del monestir pertanyent a l'Església Catòlica Romana de Sant Pere i Sant Pau a Tallinn. Actualment, només l'edifici de l'ala est, o claustre, s'utilitza com a museu, gestionat per l'Institut Maurici (www.1246.eu).
Les seves dues sales (dormitori i sala capitular) solen ser sales d'exposicions, mentre que al claustre i la capella es poden veure talles de pedra medievals dipositades allà pel Museu de la Ciutat de Tallinn. L'església, amb una acústica excel·lent, es fa servir com a sala de concerts o representacions teatrals.

## Imatges

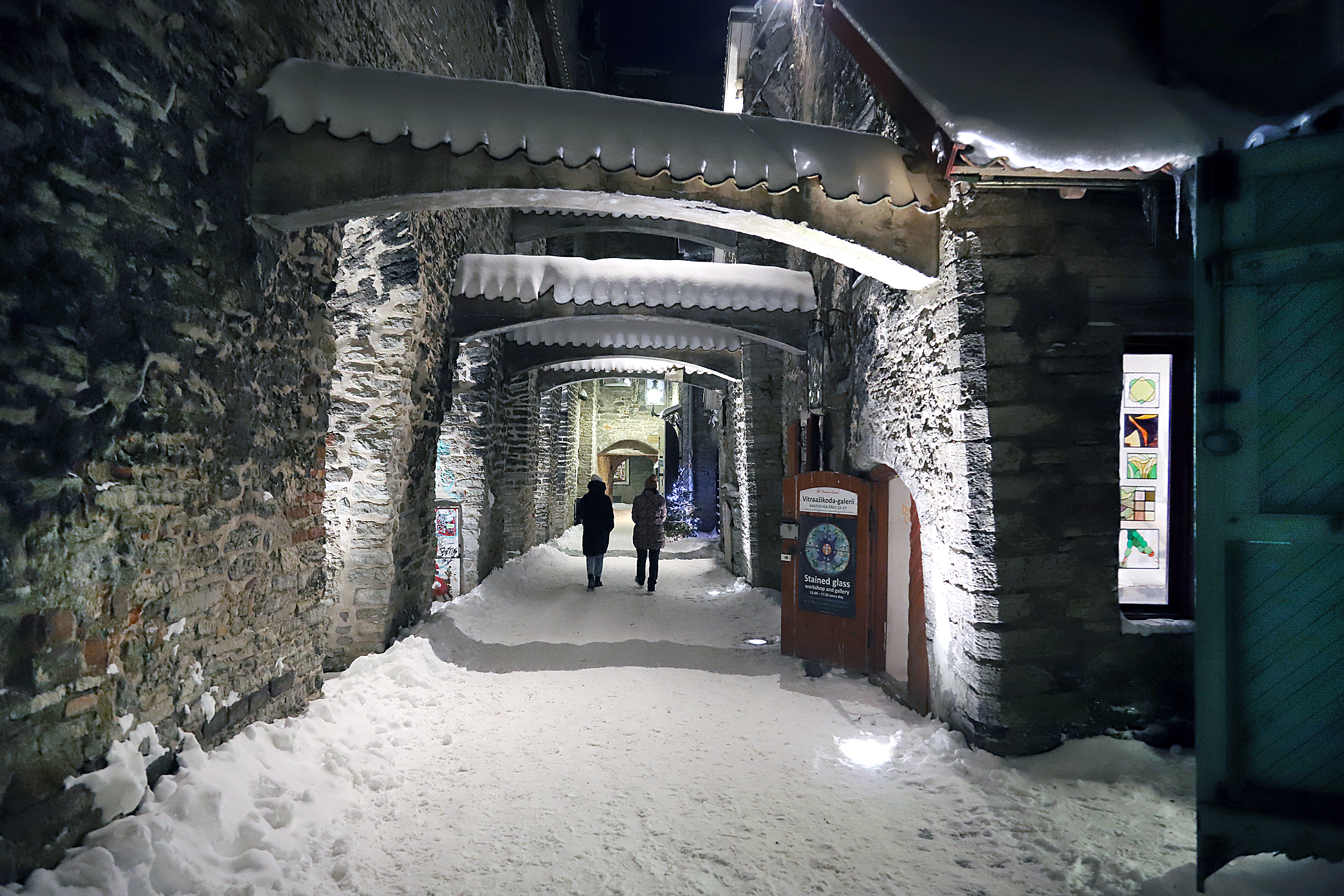
Pasatge de Caterina, 2021
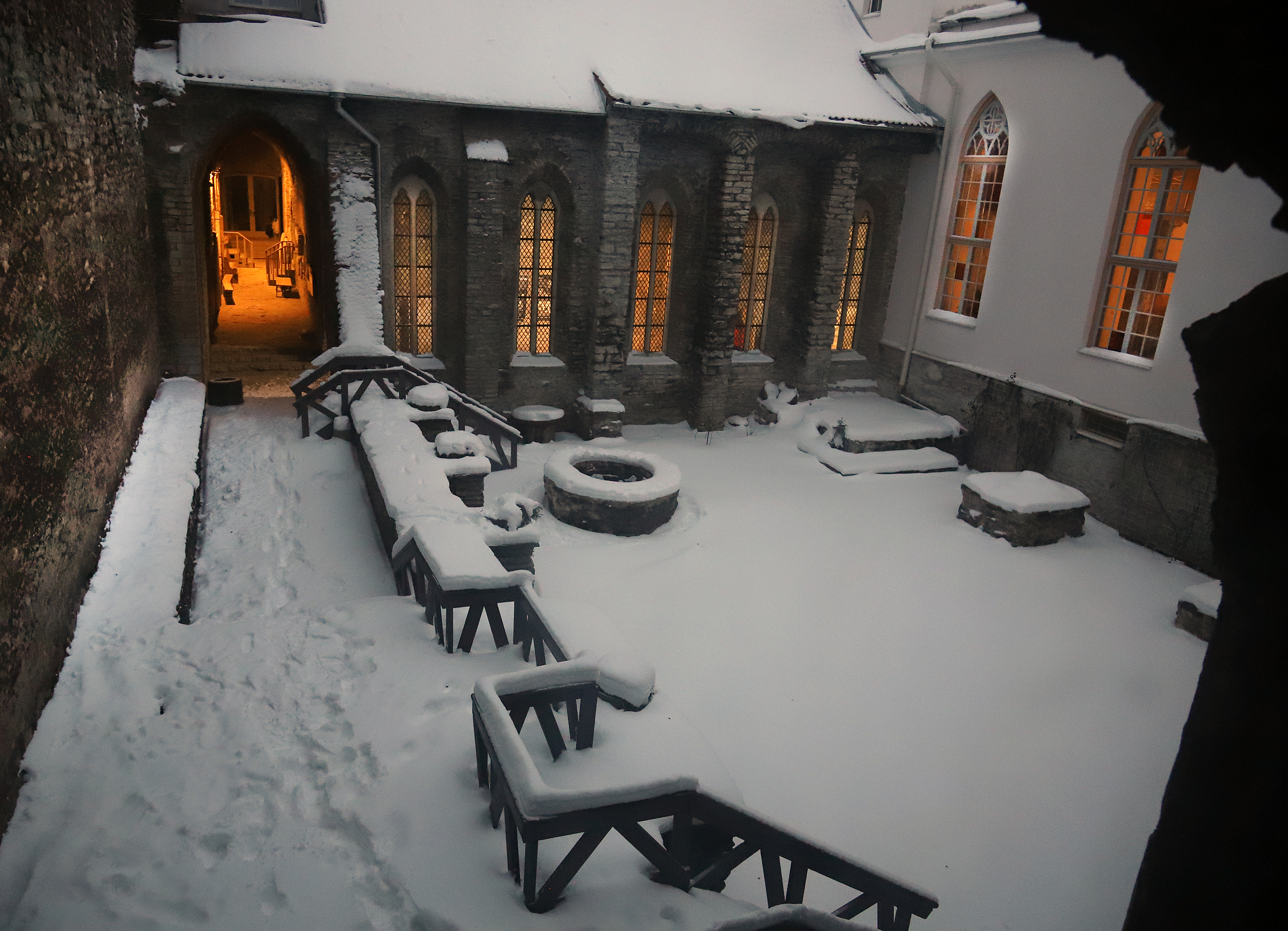
Pati del Monestir dels Dominics, 2022
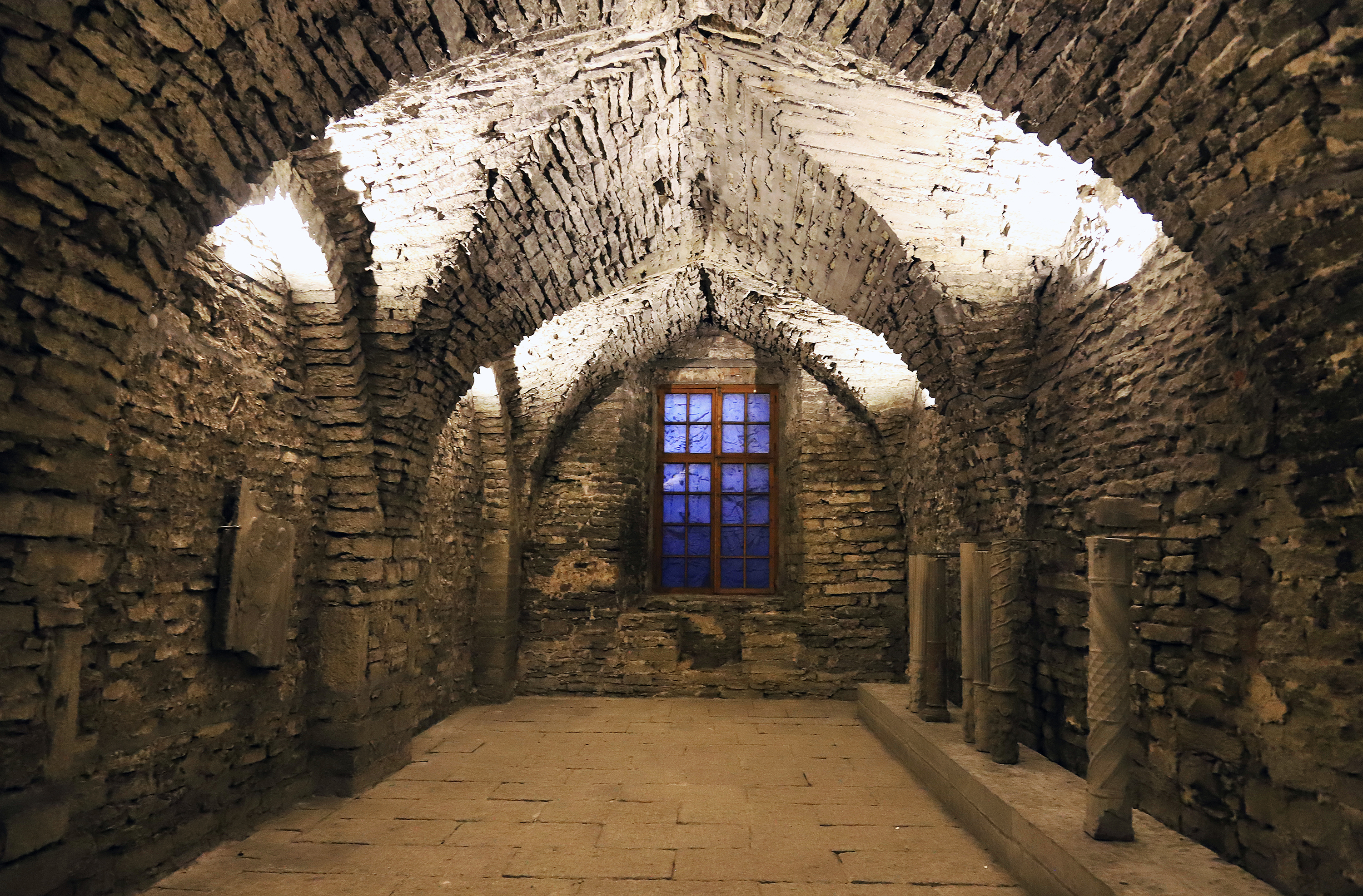
Sagristia o capella del monestir, 2022
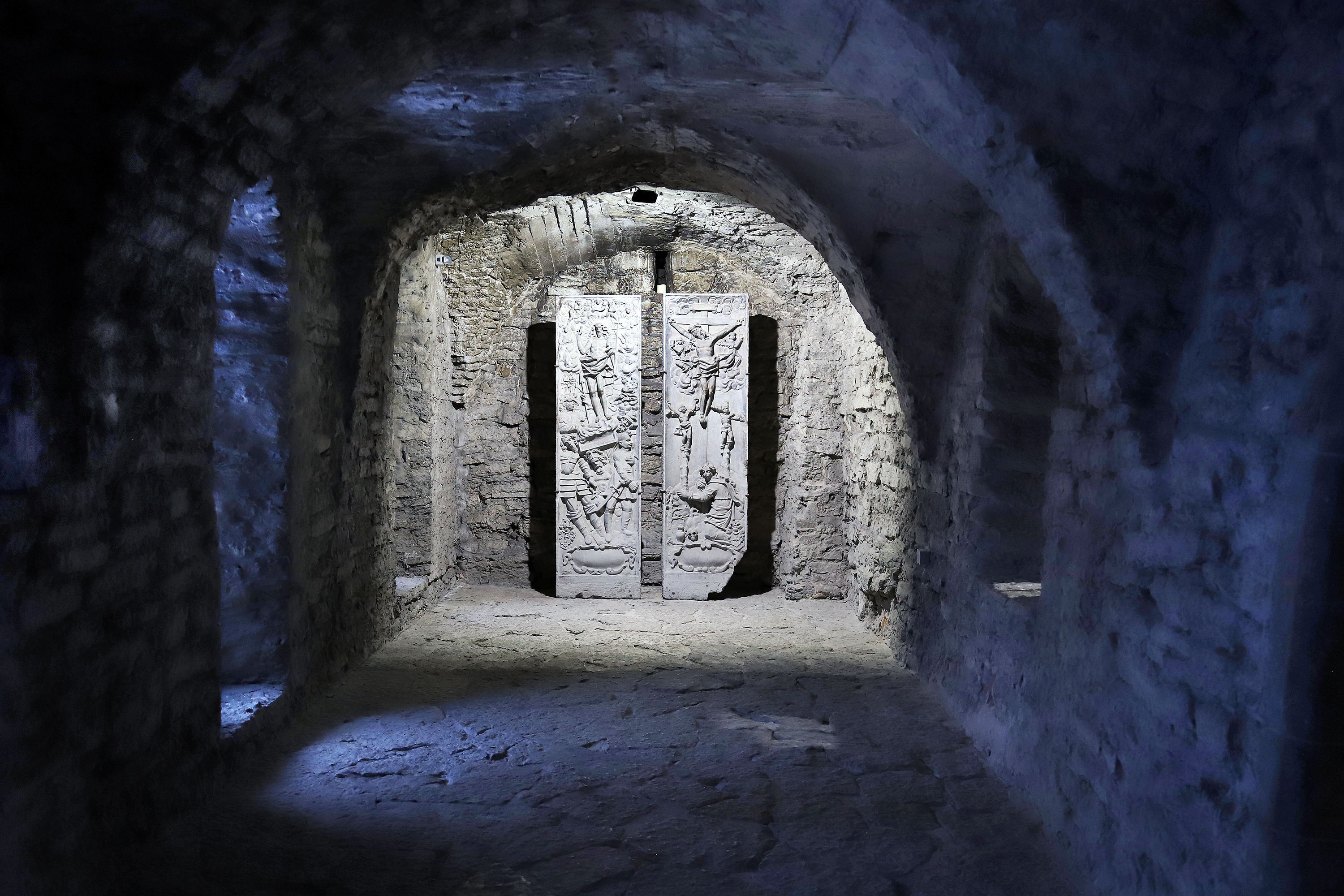
Nau superior oriental del monestir, 2022
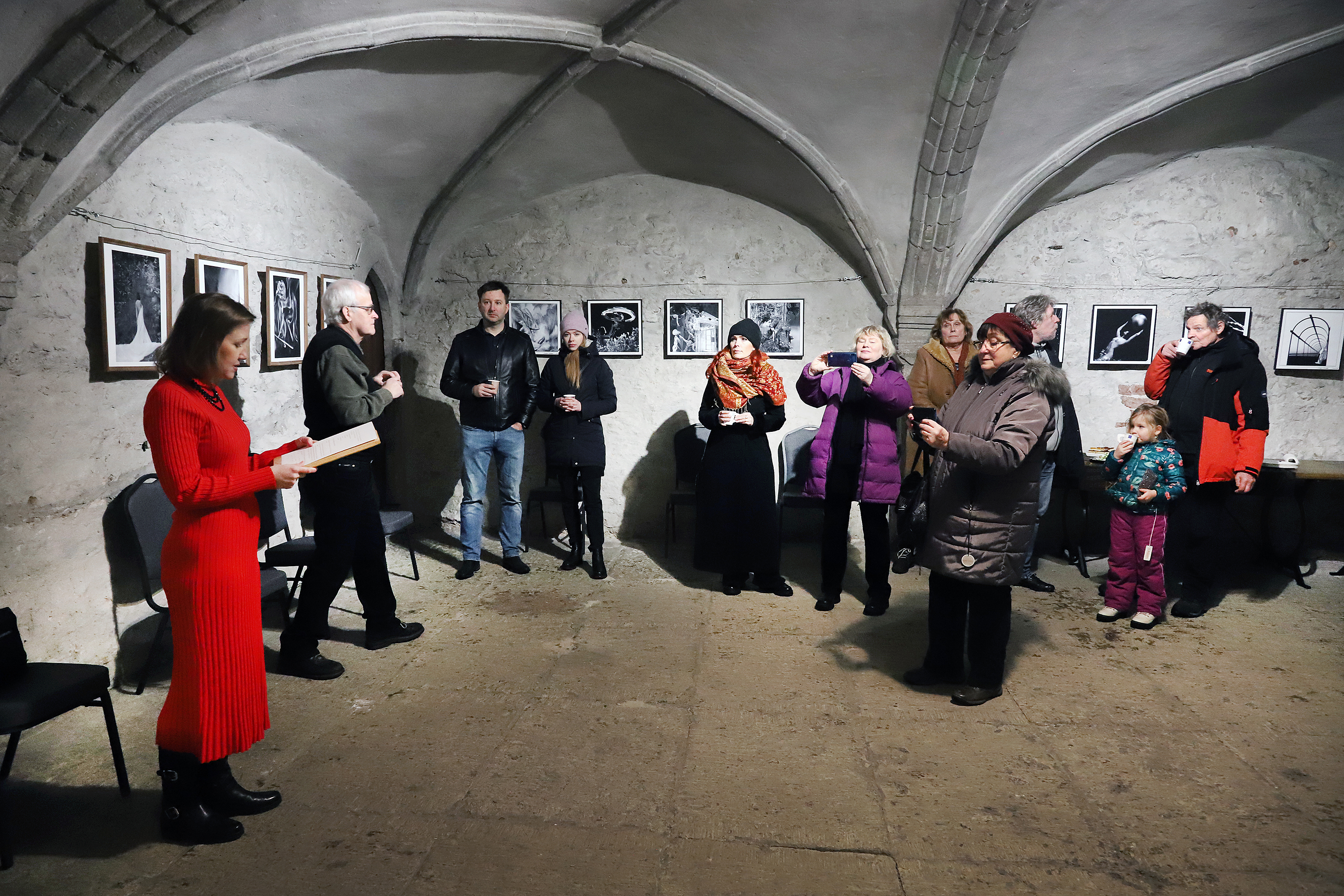
Inauguració de l'exposició d'Enel Lepik a la galeria del monestir, 2022
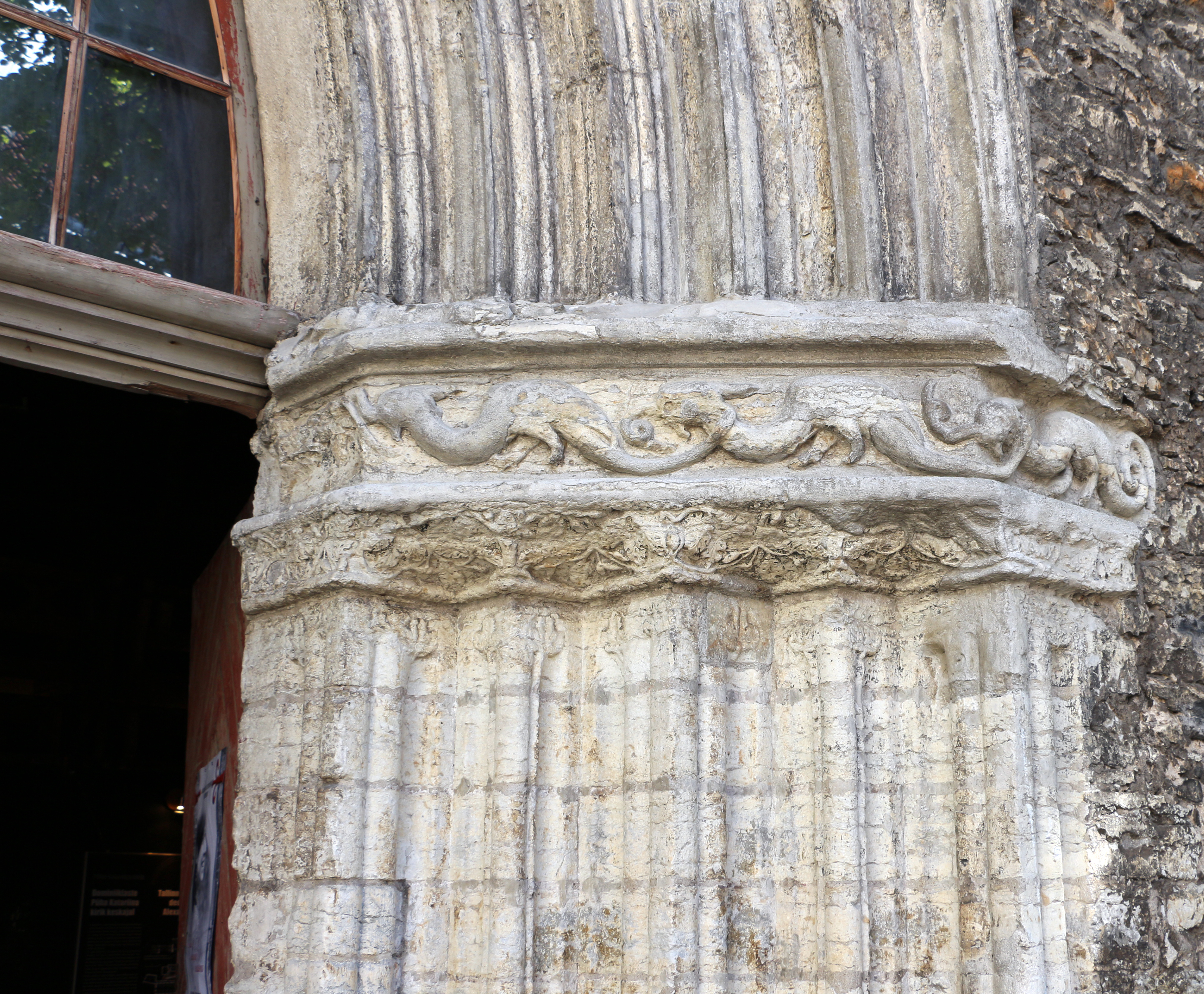
Detall del portal de ponent de l'església